# Lucas Pino
Lucas Pino García (San José de Mayo, 30 ottobre 2005) è un calciatore uruguaiano, centrocampista del Montevideo City Torque e della nazionale uruguaiana.

## Carriera

### Club
È cresciuto nel settore giovanile del Montevideo City Torque, con cui ha debuttato il 21 ottobre 2022 nell'incontro di Primera División perso 2-1 contro il River Plate (M). Utilizzato in un solo incontro di coppa la stagione successiva, con la retrocessione del club in seconda divisione è stato stabilmente promosso in prima squadra ed il 20 agosto ha segnato il suo primo gol nell'incontro pareggiato 1-1 contro il La Luz.

### Nazionale
Ha giocato nella nazionale Under-20 uruguaiana, con la quale in seguito nel 2025 ha anche preso parte al campionato sudamericano di categoria.
Il 2 settembre 2024 ha debuttato con la nazionale maggiore uruguaiana nell'amichevole pareggiata 1-1 contro il Guatemala in cui ha realizzato il gol del momentaneo 1-0.

## Statistiche

### Presenze e reti nei club
Statistiche aggiornate al 31 marzo 2025.
| Stagione        | Squadra                | Campionato      | Campionato | Campionato | Coppe nazionali | Coppe nazionali | Coppe nazionali | Coppe continentali | Coppe continentali | Coppe continentali | Altre coppe | Altre coppe | Altre coppe | Totale | Totale | Totale |
| Stagione        | Squadra                | Comp            | Pres       | Reti       | Comp            | Pres            | Reti            | Comp               | Pres               | Reti               | Comp        | Pres        | Reti        | Pres   | Reti   |        |
| --------------- | ---------------------- | --------------- | ---------- | ---------- | --------------- | --------------- | --------------- | ------------------ | ------------------ | ------------------ | ----------- | ----------- | ----------- | ------ | ------ | ------ |
| 2022            | Montevideo City Torque | PD              | 1          | 0          | CU              | 0               | 0               | -                  | -                  | -                  | -           | -           | -           | 1      | 0      |        |
| 2023            | Montevideo City Torque | PD              | 0          | 0          | CU              | 1               | 0               | -                  | -                  | -                  | -           | -           | -           | 1      | 0      |        |
| 2024            | Montevideo City Torque | SD              | 15         | 2          | CU              | 1               | 2               | -                  | -                  | -                  | -           | -           | -           | 16     | 4      |        |
| 2025            | Montevideo City Torque | PD              | 4          | 0          | CU              | 0               | 0               | -                  | -                  | -                  | -           | -           | -           | 4      | 0      |        |
| Totale carriera | Totale carriera        | Totale carriera | 20         | 2          |                 | 2               | 2               |                    | -                  | -                  |             | -           | -           | 22     | 4      |        |

### Cronologia presenze e reti in nazionale
| Cronologia completa delle presenze e delle reti in nazionale ― Uruguay | Cronologia completa delle presenze e delle reti in nazionale ― Uruguay | Cronologia completa delle presenze e delle reti in nazionale ― Uruguay | Cronologia completa delle presenze e delle reti in nazionale ― Uruguay | Cronologia completa delle presenze e delle reti in nazionale ― Uruguay | Cronologia completa delle presenze e delle reti in nazionale ― Uruguay | Cronologia completa delle presenze e delle reti in nazionale ― Uruguay | Cronologia completa delle presenze e delle reti in nazionale ― Uruguay |
| Data                                                                   | Città                                                                  | In casa                                                                | Risultato                                                              | Ospiti                                                                 | Competizione                                                           | Reti                                                                   | Note                                                                   |
| ---------------------------------------------------------------------- | ---------------------------------------------------------------------- | ---------------------------------------------------------------------- | ---------------------------------------------------------------------- | ---------------------------------------------------------------------- | ---------------------------------------------------------------------- | ---------------------------------------------------------------------- | ---------------------------------------------------------------------- |
| 1-9-2024                                                               | Fort Lauderdale                                                        | Uruguay                                                                | 1 – 1                                                                  | Guatemala                                                              | Amichevole                                                             | 1                                                                      |                                                                        |
| Totale                                                                 |                                                                        | Presenze                                                               | 1                                                                      |                                                                        | Reti                                                                   | 1                                                                      |                                                                        |